# Костел Внебовзяття Пресвятої Діви Марії (Мост)
Костел Внебовзяття Пресвятої Діви Марії (чеськ. Kostel Nanebevzetí Panny Marie; народна поширена назва «Пересунутий костел» чеськ. Přesunutý kostel) — католицький храм, парафіяльний костел у чеському місті Мості, зразок пізньоготичної культової архітектури XVI століття; відомий, перш за все, тим, що у 1975 році був перенесений зі старого місця на нове, потрапивши, таким чином, до Книги рекордів Гінесса.
Наразі костел розташований у північній частині м. Мості, за, так званим, «Мостецьким коридором» (чеськ. Mostecký koridor).

## Опис
Костел Внебовзяття Пресвятої Діви Марії у Мості має лише одну башту, що відповідає південнонімецькому пізньоготичному типу культових споруд.
Стіни костелу прямовисні, по боках зрізані двома рядами готичних віконниць. Долішні - є вікна окремих капел (каплиць), горішні — вікна бічних храмових нав.
Усередині храму — велика зала, розділена на три нави сімома парами восьмикутних колон. Між контрфорсами містяться 16 капел, два бічних проходи, захристя, подвійні гвинтові сходи зі східного боку й гвинтові сходи на західному боці. Кожна з капел має своє власне ребристе (готичне) склепіння і присвячена окремому донатору — міським гільдіям, заможним міщанам, абату Бартоломео з Осеку.
У костелі розміщені зразки готичного й ренесансного мистецтва Північно-Західної Богемії, а у підвалі храму знайдено прихисток експозиція міської художньої галереї.

## Історія костелу
Стара церква в Мості була знищена під час пожежі 1515 року. Будівництво нового костелу розпочалося 20 серпня 1517 року. Незадовго до завершення будівельних робіт, у 1578 році, зайнялася пожежа, що ушкодила новобудову, і відновлення храму зайняло ще декілька років. Відтак Мостський костел Вознесіння Діви Марії, був освячений у 1597-му й відкритий у 1602 році.

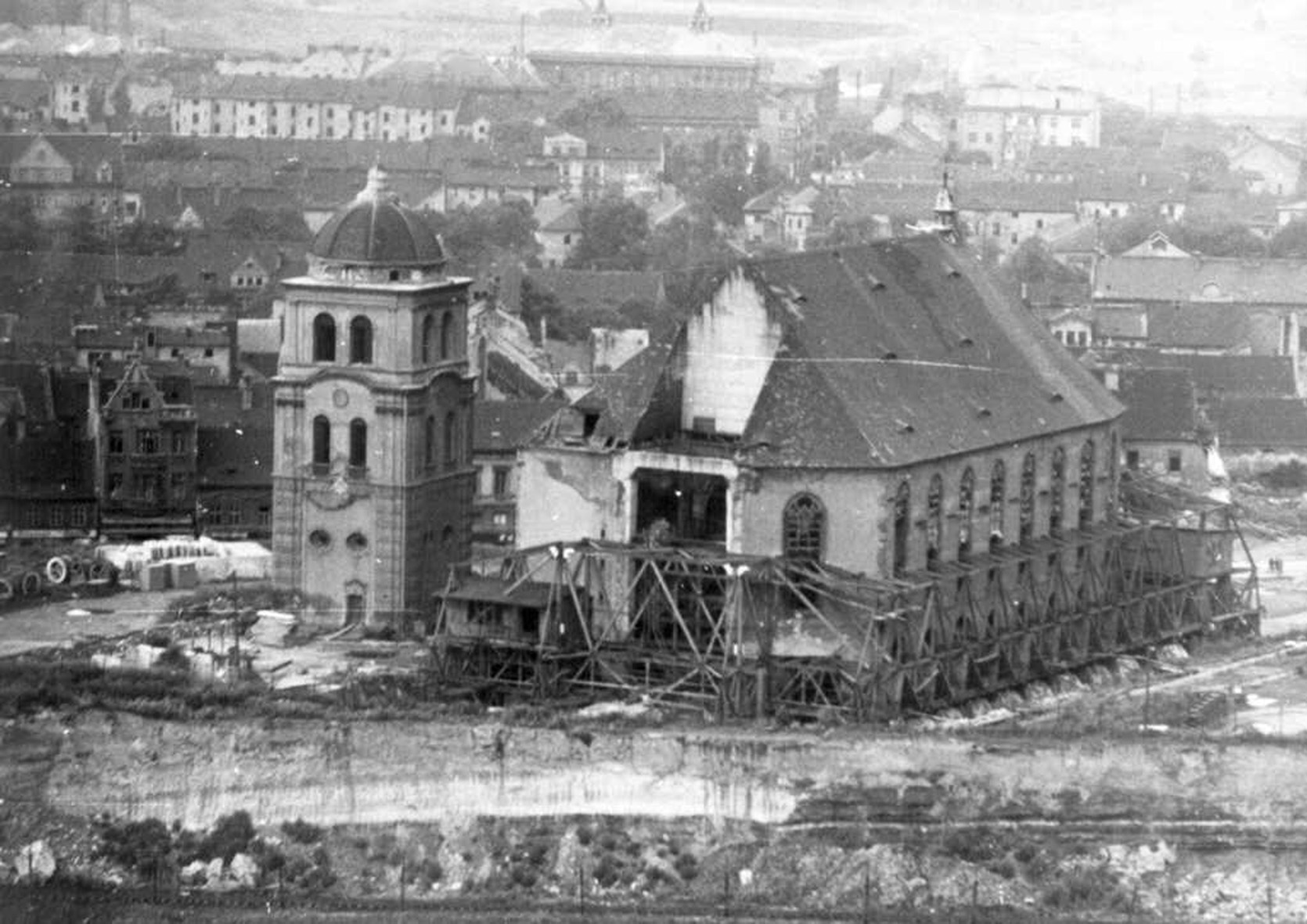
Костел до переміщення

У 1960—1970-х роках історична забудова Мосту була знесена, для того аби  розчистити місце для шахт з видобутку бурого вугілля. Костел Вознесіння Діви Марії став єдиною спорудою, яку було вирішено зберегти, перенісши її в інше місце.
Підготовчі роботи для здійснення цього складного завдання тривали 7 років: у цей час розроблявся проєкт, а паралельно демонтувались будівлі, які заважали виконанню задуманого та засипались відкриті виробки вугілля. Переміщення костелу відбувалося у період з 30 вересня до 27 жовтня 1975 року. Задля цього всі статично важливі точки будівлі розмістили на 53 гідравлічних установках, які рухались спеціально спорудженою рейковою дорогою. Чотири крани тягнули будівлю зі швидкістю 1–3 см за хвилину на відстань 841,1 метра. На новому майданчику костел помістили на двоповерховий залізобетонний фундамент.
Після переміщення у костелі розпочались реставраційні роботи, що тривали до 1988 року, а у 1993 костел було заново освячено.
Будівля Костелу Внебовзяття Пресвятої Діви Марії у Мості потрапила до Книги рекордів Гінесса як найважча споруда, що коли-небудь переміщалась людьми, й зберігала цей статус за собою до 2004 року.